# Ifing
Ifing, ibland på svenska stavat Iving, (fornvästnordiska Ifingr eller kanske Ífingr) är i nordisk mytologi en gränsälv mellan gudars och jättars land. Älven omtalas i Vafþrúðnismál 16:
| Ifing heter ån där uppmätt gräns mellan jättar och gudar går; öppen skall den rinna i allan tid, det blir aldrig is på den ån. | Ífingr heitir á, er deilir með jǫtna sonum grund ok með goðum; opin renna hón skal um aldrdaga, verðrat íss á á. |  |

Att älven aldrig blir istäckt beror uppenbarligen på dess rivande strömmar och forsar. Därmed blir älven också ett hinder för jättarna att ta sig över till gudarnas värld.
Ifing är endast nämnd i Vafþrúðnismál men tanken att Jotunheim med Utgård skulle åtskiljas från Asgård och Midgård genom en våldsamt strömmande, iskall men aldrig isbelagd, flod förekommer också i andra källtexter. I Skáldskaparmál 18 heter gränsälven Vimur och är, enligt Snorre Sturlasson, "den största av floder". Endast med yttersta nöd lyckades Tor bärga livhanken då han en gång tog sig för att vada över denna flod.
Namnet Ifing betyder troligen "häftigt framrusande", och ungefär samma betydelse ligger också i namnet Vimur.